# 梅乔特卡农村居民点
梅乔特卡农村居民点（俄语：Мечётское сельское поселение）是俄罗斯联邦沃罗涅日州博布罗夫区所属的一个农村居民点。其下辖有1个居民点，行政中心为梅乔特卡。据2016年统计，该农村居民点的人口为948人。